# تن بان ألي (فلم)
تن بان ألي (بالإنجليزية: Tin Pan Alley) هو فيلم دراما تم إنتاجه في الولايات المتحدة وصدر في سنة 1940.

## بطولة
- جاك اوكي

### ترشيحات وجوائز
| السنة | الحدث  | الفئة               | النتيجة  |
| ----- | ------ | ------------------- | -------- |
|       | أوسكار | أفضل موسيقى تصويرية | فـــــوز |

## وصلات خارجية
- مقالات تستعمل روابط فنية بلا صلة مع ويكي بيانات